# Akira Miyawaki
Pour les articles homonymes, voir Miyawaki.
 (septembre 2016).
 (mai 2023).
 (mai 2023).
Akira Miyawaki (宮脇 昭, Miyawaki Akira), né le 29 janvier 1928 à Takahashi et mort le 16 juillet 2021, est un botaniste japonais expert en écologie végétale, spécialiste des graines et de l’étude de la naturalité des forêts.
Après avoir étudié dans trois universités japonaises et en Allemagne, il a été pionnier en Asie en matière d’écologie rétrospective appliquée à la restauration des forêts. Il est un spécialiste mondial réputé de la restauration d’une végétation naturelle sur sols dégradés, industriels, urbains ou péri-urbains.

## Biographie
- 1928 : Miyawaki naît le 29 janvier à Okayama (Japon)
- 1952 : diplômé en biologie, université d’Hiroshima.
- 1958-1960 : chercheur invité de l’institut allemand pour la cartographie de la végétation.
- 1961 : doctorat de science, Université d’Hiroshima.
- 1961-1962 : chercheur à l’Université nationale de Yokohama.
- 1962-1973 : professeur associé, à l’Université nationale de Yokohama.
- 1973-1993 : professeur, institut des sciences et techniques de l’environnement de l’université nationale de Yokohama.
- 1985-1993 : directeur de l’institut des sciences et techniques de l’environnement de Yokohama.
- 1993-... : professeur émérite de l’Université nationale de Yokohama.
- 1993-2016 : directeur du centre japonais d’études internationales en écologie (Japanese Center for International Studies in Ecology ou JISE).
- 2016-... : directeur honoraire du JISE.

## Les thèses de Miyawaki

La culture japonaise et certains tabous ont permis la conservation d'essences originelles dans les cimetières, temples, lieux de culte.

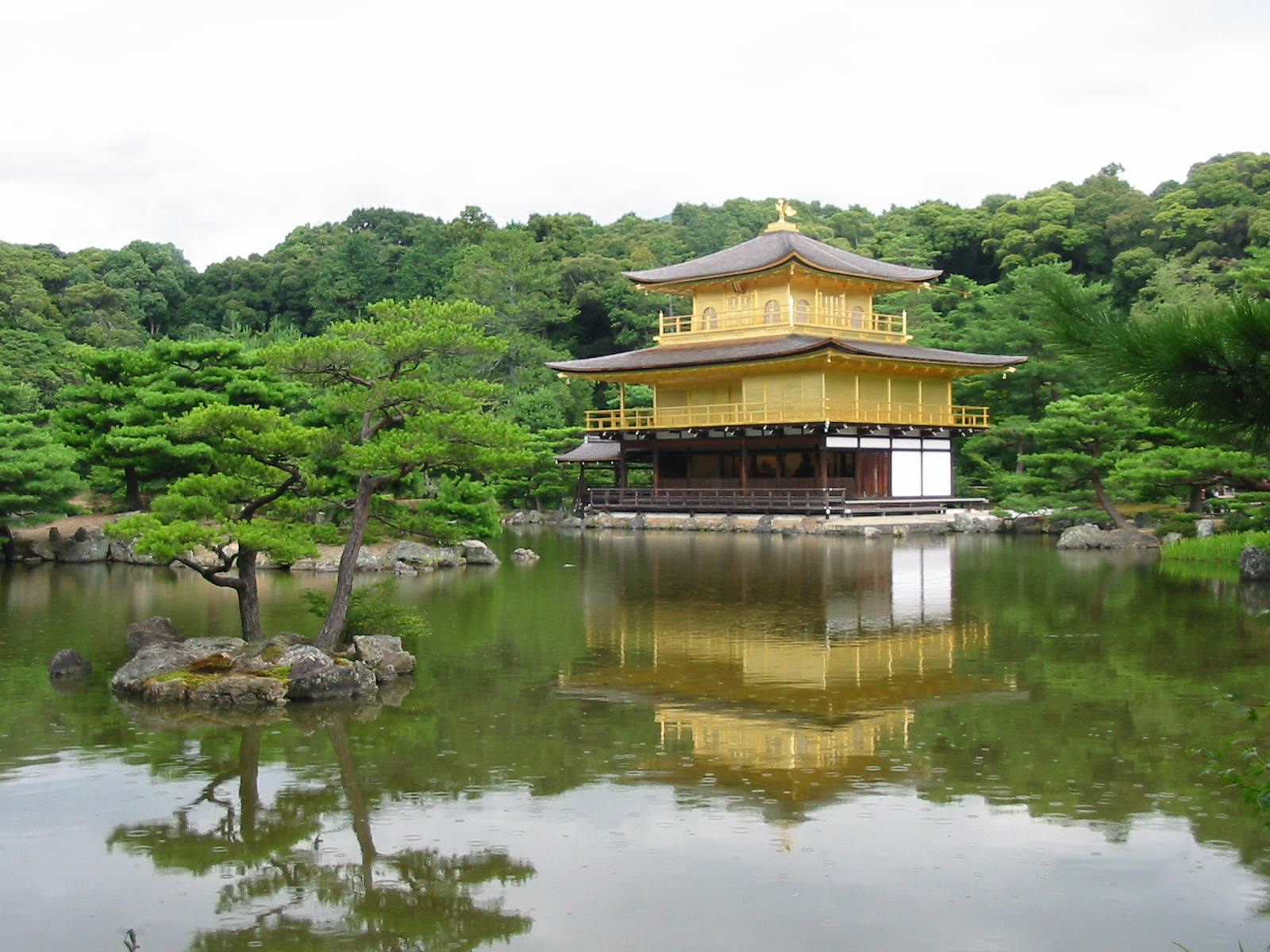
Les jardins des temples ont permis la conservation génétique d'essences de la forêt primaire japonaise.

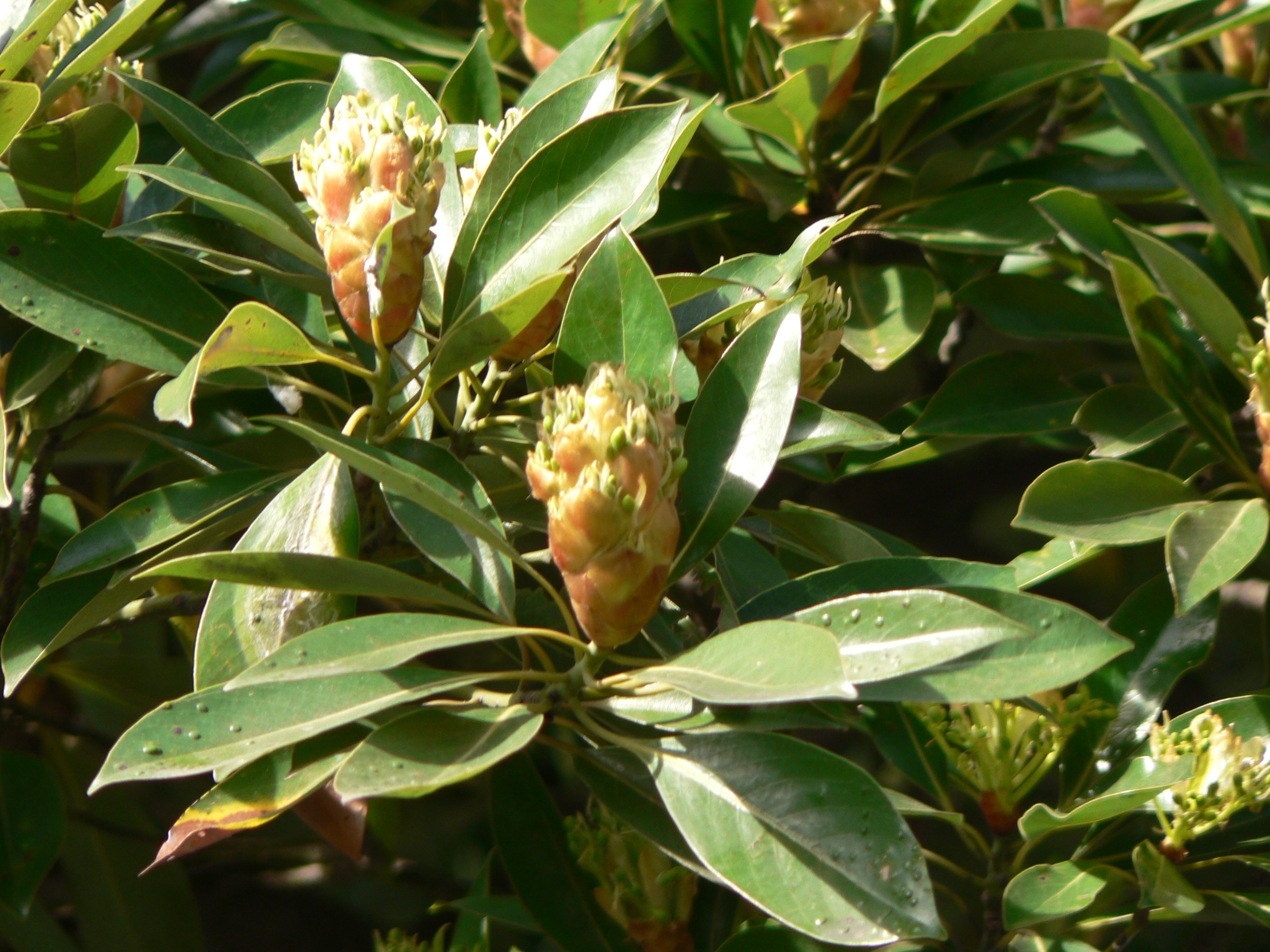
Machilus thunbergii est une des essences ainsi préservées de génération en génération.

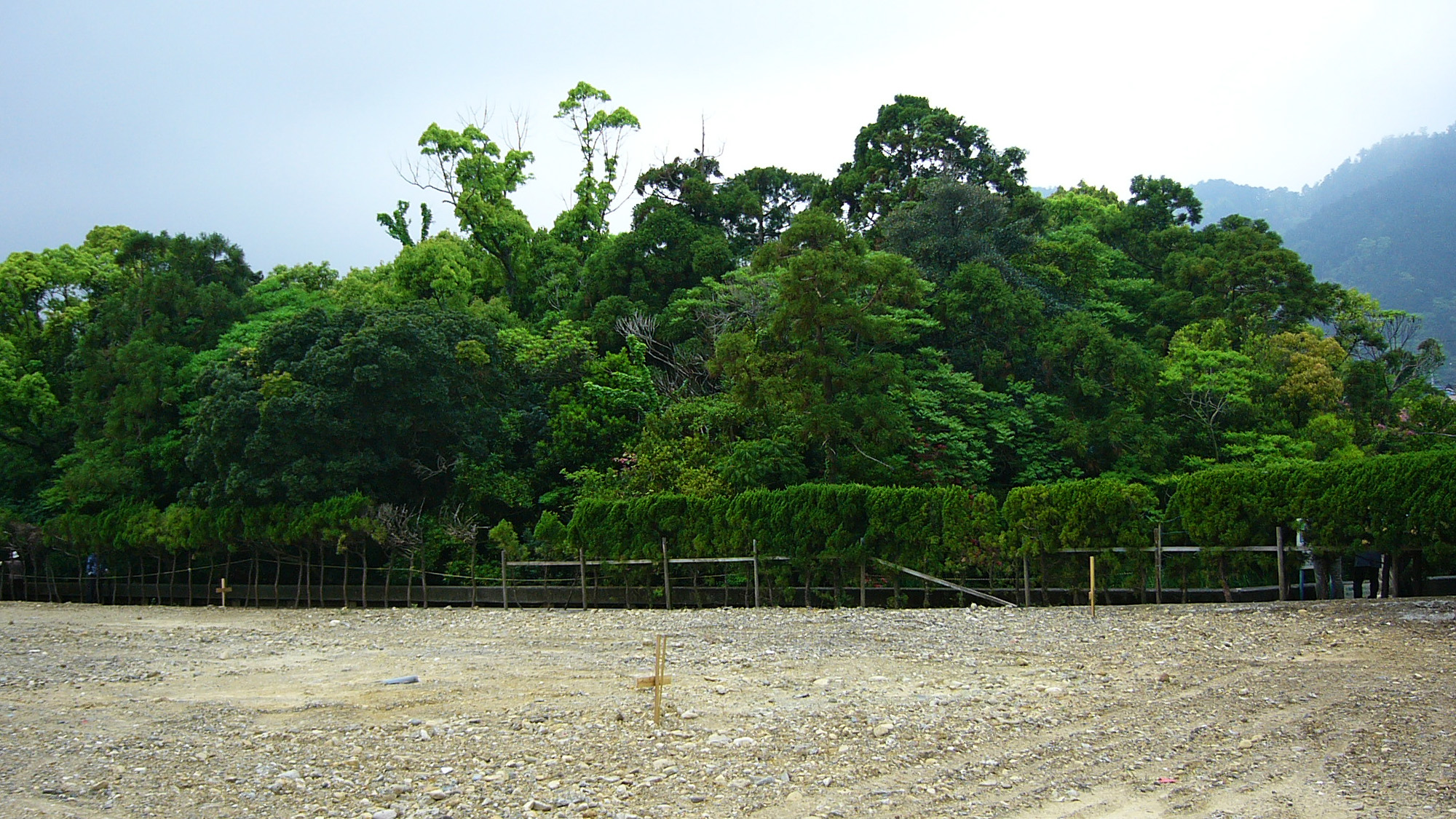
Ukishima-no-mori (Préfecture de Wakayama.

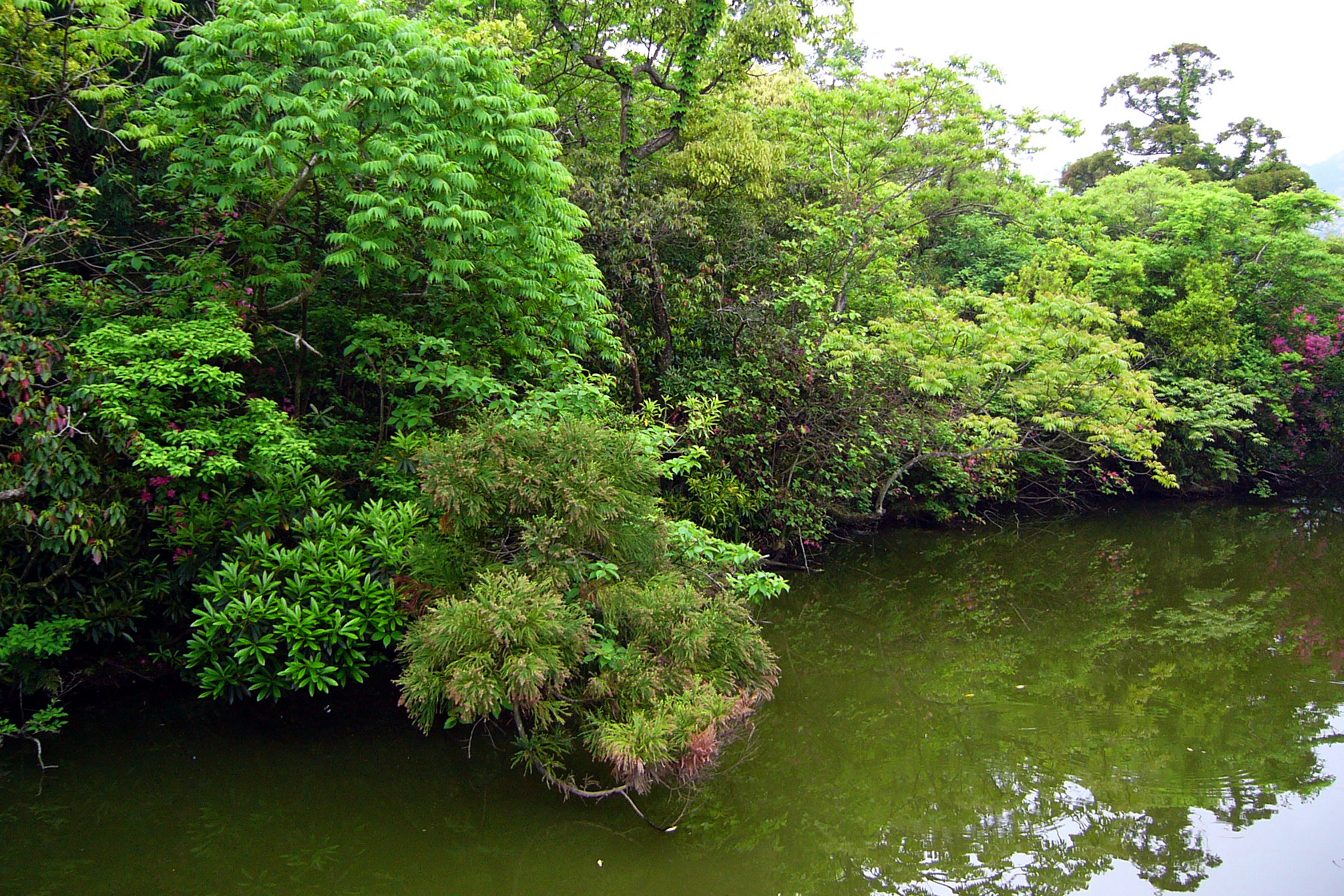
Ukishima-no-mori, vue intérieure.

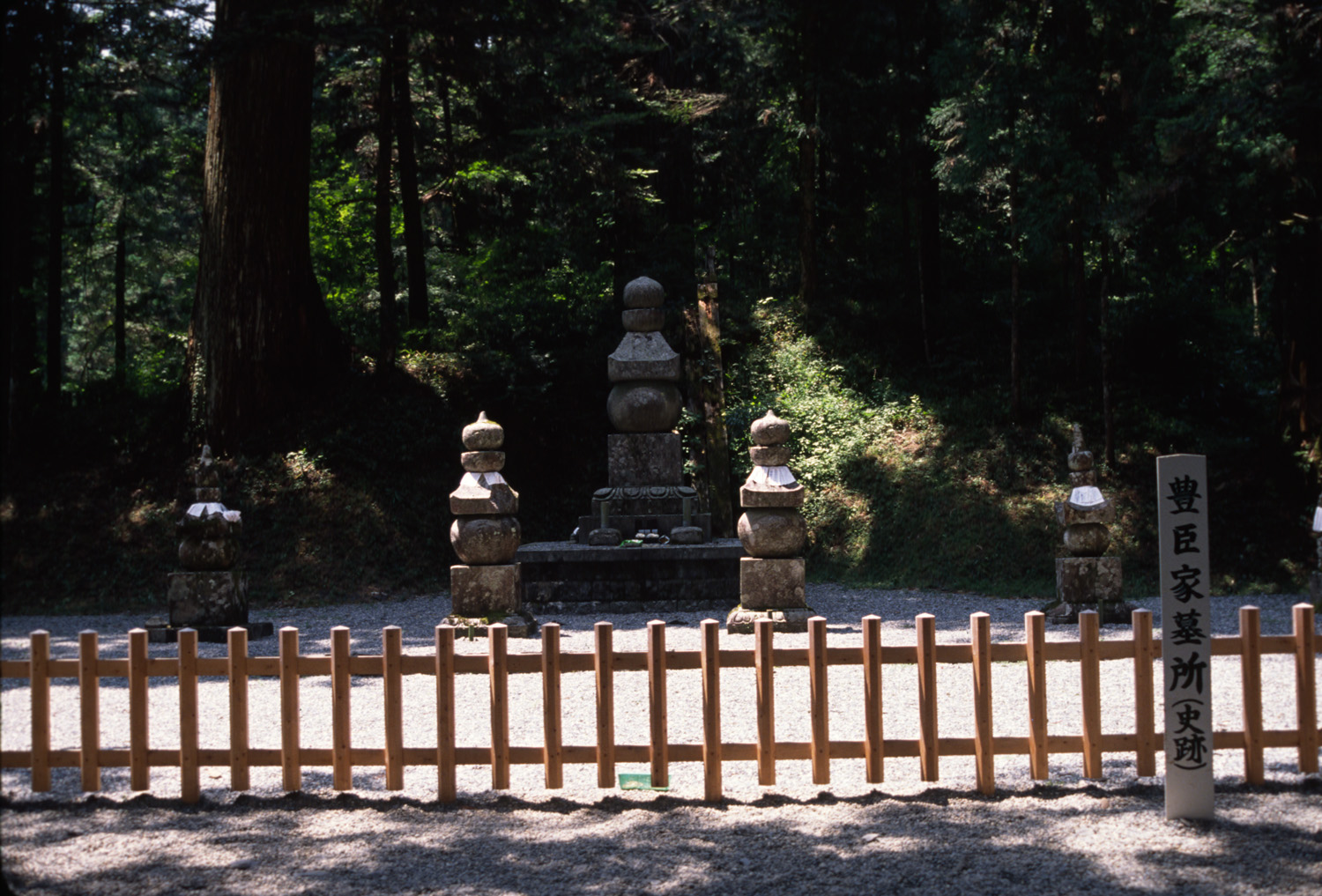
Tombe de Koya Toyotomi Ke.

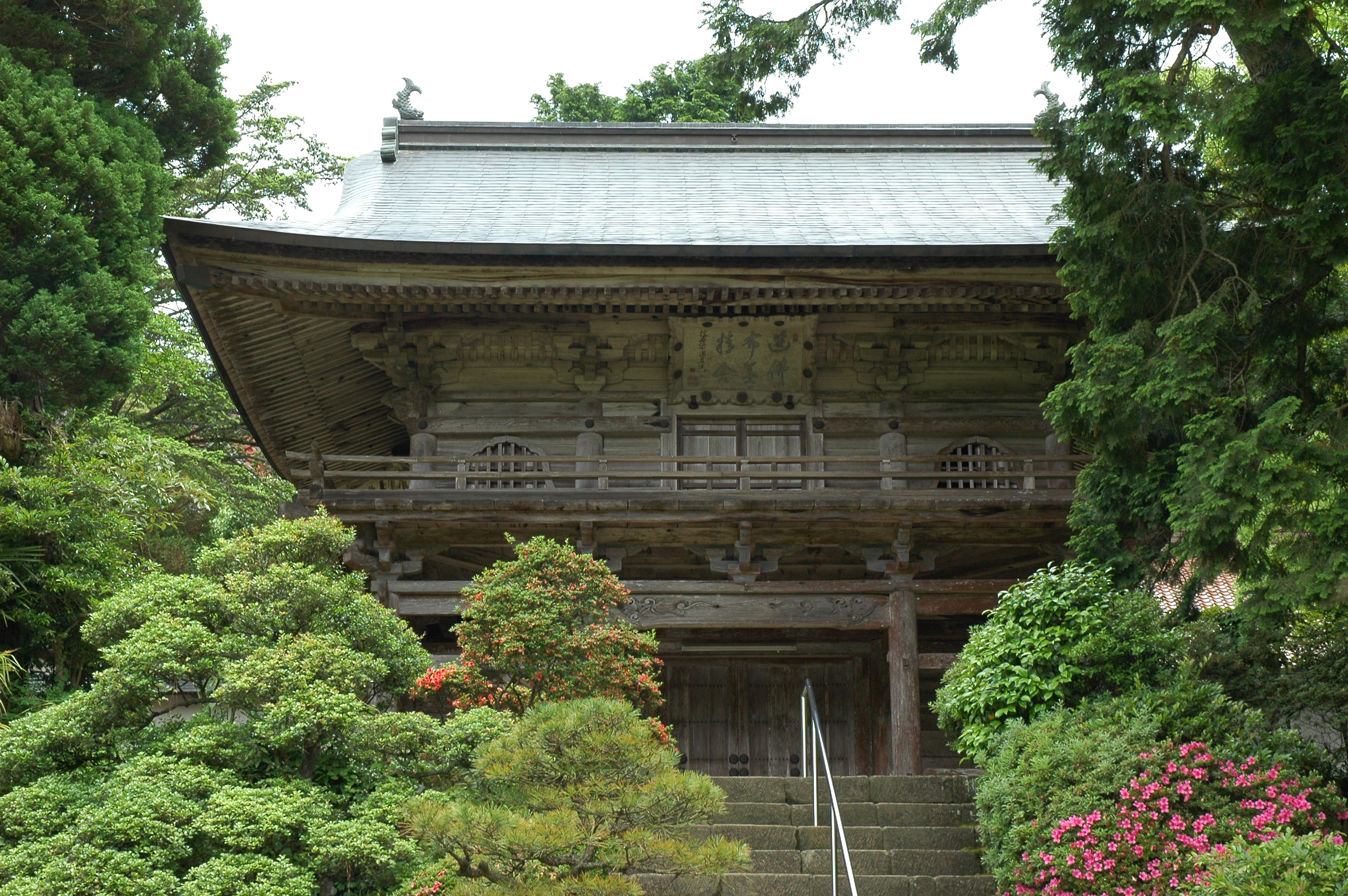
Temple bouddhiste de Joanji à Hirosecho, Ysugi, Shimane, Japon.

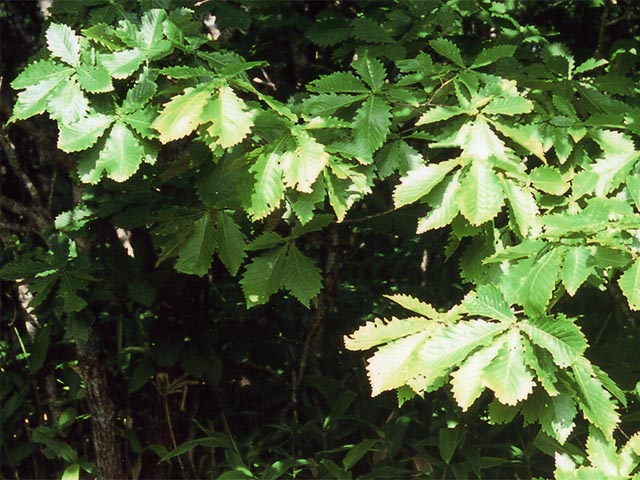
Chêne Quercus mongolica abondamment replanté pour restaurer la forêt aux abords de la Grande Muraille de Chine.

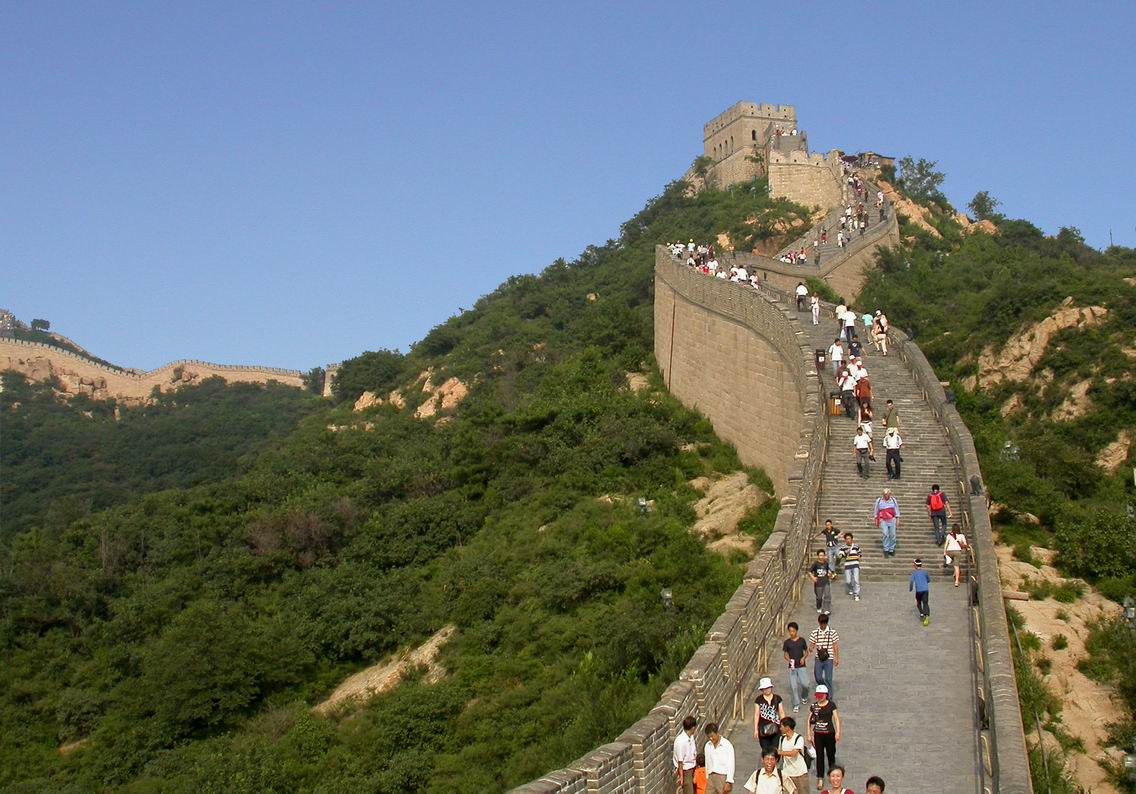
Reforestation des abords de la Grande Muraille de Chine, dans le cadre du "projet Miyawaki"

Il considère que le Sommet de la Terre de Rio (1992) a échoué à protéger les forêts et que (hormis très localement) elles continuent à régresser ou à se dégrader.
Considérant que les forêts sont essentielles à la survie de l’humanité, par de nombreux ouvrages, expérimentations et par ses interventions dans des colloques et instances internationales, Akira Miyawaki défend depuis les années 1970 la valeur des forêts indigènes et l’urgente nécessité et la possibilité de les restaurer.
On trouve au Japon autour des temples et des cimetières traditionnels des arbres tels que Castanopsis cuspidata, des chênes dont le Quercus glauca et Quercus myrsinifolia, des châtaigniers, le Machilus thunbergii (en) (arbre de la famille des lauracées incluant des avocatiers). Miyawaki a montré qu'il s'agissait d'essences autochtones, reliques de la forêt préhistorique. Dans le même temps, il a constaté qu'au contraire, des arbres tels que le cèdre dit japonais (Cryptomeria japonica), les cyprès, le mélèze, et les pins que tous les Japonais pensaient autochtones sont en réalité des arbres progressivement introduits au Japon par les forestiers depuis des siècles pour produire du bois d'œuvre.
Miyawaki a été amené à réfléchir aux conséquences du changement de composition et parfois de structure de la plus grande partie des forêts japonaises, qui sont en fait maintenant très éloignées de la « végétation naturelle potentielle ».
Il a calculé que seulement 0,06 % des forêts contemporaines du Japon sont indigènes.
Ces forêts contemporaines, issues de principes sylvicoles, ne sont pas selon lui les plus résilientes ni les mieux adaptées aux conditions écologiques et géobioclimatiques du Japon ou aux changements climatiques.
Se référant à la « végétation potentielle naturelle » (concept qu’il a étudié en Allemagne), il a développé, testé et affiné  une méthode de génie écologique aujourd'hui connue sous le nom de « méthode Miyawaki » permettant de restaurer des forêts indigènes à partir d’arbres natifs sur des sols sans humus, très dégradés ou déforestés. Utilisant les théories de l’écologie et les résultats de ses expériences, il a ainsi restauré avec succès, rapidement et parfois sur de grandes surfaces des boisements protecteurs (disaster-prevention, environment-conservation and Water-source-protection forest) sur plus de 1 300 sites au Japon et dans divers pays tropicaux, de la zone Pacifique notamment, sous forme de nombreux types de bandes boisées, boisements ou forêts y compris en ville ou en zone industrielle ou portuaire.

## Cursus
Miyawaki est d’abord un botaniste spécialisé en écologie végétale et spécialiste des graines. Il a fait une thèse sur ce sujet au département de biologie de l’Université de Hiroshima.
Il a ensuite conduit des recherches de terrain dans diverses régions du Japon, tout en travaillant comme assistant chercheur à l’université nationale de Yokohama, en poursuivant sa formation à l’université de Tokyo.
Le Pr Reinhold Tuexen (1899-1980) qui dirigeait alors l’Institut fédéral pour la cartographie de la végétation, l’a invité en Allemagne. Miyawaki a alors travaillé avec lui sur le concept de végétation naturelle potentielle (celle qui s’exprimerait naturellement en absence d’intervention humaine), de 1956 à 1958.
Revenu au Japon en 1960, il y a appliqué ses connaissances sur les méthodes de cartographie de la végétation naturelle potentielle ; végétation qu’il a trouvé encore présente dans les reliques de forêts anciennes entourant les temples et tombeaux (dits  « Chinju no Mori »). Il a pu comparer cette flore potentielle à la végétation inventoriée sur plus de 10 000 sites de l’ensemble du Japon, affectés par différents types d'activité humaine, y compris en zone de relief, sur les berges, dans les villages ruraux ou de montagne, et dans les zones métropolitaines.
À partir de ces données, il a produit des cartes de végétation existante et des cartes de végétation naturelle potentielle. Ses cartes sont encore utilisées comme base pour la recherche scientifique et pour les études d’impact ou comme outil de diagnostic efficace pour analyser l’occupation du sol et la végétation terrestre ou pour la cartographie des corridors biologiques.
Ces cartes de la végétation naturelle potentielle servent de modèle pour reconstituer les habitats naturels dégradés, et l'environnement végétal indigène.
Durant 10 ans, de 1980 à 1990, en coopération avec des laboratoires de phytoécologie des universités du pays, le Dr Miyawaki a fait des inventaires botaniques et phytosociologiques pour dresser des cartes de végétation dans tout le Japon, réunies dans un ouvrage en dix volumes et plus de 6 000 pages de commentaires. Ce travail a aussi été apprécié pour sa contribution à l’approche phytosociologique et la possibilité qu’il a offert de comparer l’architecture et les caractéristiques de la végétation de différentes zones du monde.

## Origine de la méthode dite «Miyawaki»
Miyawaki a démontré[réf. nécessaire] que la forêt primaire naturelle japonaise tempérée devait être essentiellement constituée de feuillus, alors que les résineux dominent souvent. Ces premiers sont néanmoins encore présents autour des tombeaux et des temples dans des boisements protégés de l’exploitation pour des raisons religieuses et culturelles. Plus ses recherches avançaient, plus il constatait[réf. nécessaire] que la végétation forestière actuelle du Japon (24,1 millions d’hectares, soit 3,5 milliards de mètres cubes de bois sur pied sur plus de 64 % du pays) s’était éloignée de la végétation naturelle potentielle, à la suite des introductions d’essences exogènes par l’homme. Sans qu'on puisse parler d’invasion biologique, il constate que des résineux encore considérés dans les années 1970 comme autochtones par de nombreux Japonais, y compris botanistes, devenus dominants dans nombre de forêts, sont en fait introduits, ou n’étaient naturellement présents qu’à haute altitude et dans des environnements extrêmes (arêtes montagneuses, pentes raides). Ils ont été depuis des siècles plantés là pour produire plus rapidement des bois d’œuvre, et ils se sont acclimatés.
Ceci a conduit Miyawaki à penser la forêt autrement que comme source de verdure, de loisirs ou de bois et à s’intéresser à l’importance de la naturalité des zones boisées et aux fonctions de la diversité et de la complémentarité des essences.

## Premières expériences
Ses premiers essais[réf. nécessaire] de terrain ont montré que les plantations dont la composition et la structure étaient les plus proches de ce qu’elles seraient en forêt en l’absence d’activités humaines poussaient rapidement et surtout faisaient preuve d’une très bonne résilience écologique.
A. Miyawaki a peu à peu constitué une importante « banque de graines » permanente (plus de dix millions de graines identifiées et classées en fonction de leur origine géographique et édaphique). Elles proviennent pour la plupart des restes de forêts naturelles conservées durant des générations autour des temples et des cimetières traditionnels japonais grâce à la croyance traditionnelle du « Chinju-no-mori ». Ces lieux ont permis la conservation de milliers de petites réserves d’essences autochtones et de gènes d'arbres descendants de la forêt préhistorique.
Poursuivant d’une certaine manière cette tradition de perpétuation, mais avec une logique plus écologique et économique, en se basant sur des études de terrain et d’écologie végétale, il a proposé un plan de restauration des forêts indigènes, pour la restauration de « Forêts de protection de l'environnement et de la ressource en eau, et de prévention des risques naturels » (Environmental protection, disaster prevention, and water source protection forests).
Ses propositions n’ont d’abord pas rencontré d’échos favorables. Puis, au début des années 1970, la Nippon Steel Corporation, qui voulait planter des forêts sur des remblais autour de son aciérie d’Ōita, s’est intéressée aux travaux du Dr Miyawaki et lui a confié une première opération après la mort des premières plantations classiques.
Ce dernier a identifié la végétation potentielle naturelle de la zone en étudiant les forêts jouxtant deux tombeaux proches (à Usa et à Yusuhara). Il a ensuite choisi diverses essences d’arbres qu’il a testées sur le substrat à boiser. Puis il a constitué une pépinière dont les plants ont été mélangés et plantés sur le site aujourd’hui boisé d’une forêt exclusivement composée d’essences indigènes.
Nippon Steel a été si satisfaite qu’elle a planté dans les 18 années suivantes des forêts avec cette méthode sur tous ses sites d’aciéries, à Nagoya, Sakai, Kamaishi, Futtsu, Hikari, Muroran et à Yawata.
Depuis, le Dr Miyawaki et ses collaborateurs ou partenaires ont couvert avec succès plus de 1 300 sites des forêts multistrates de protection contre les risques, entièrement composées d’essences indigènes. La méthode a été testée avec succès dans presque tout le Japon, sur des substrats parfois difficiles (plantations destinées à atténuer les effets de tsunamis sur le littoral, ou de cyclones tropicaux sur le port de Yokohama, fixation de remblais et décharges sur le littoral, d’ îles artificielles, fixation de pentes éboulées à la suite de la construction de routes (le Japon est situé sur une zone sismique active), création d’une forêt escaladant la falaise fraîchement taillée à la dynamite pour installer le surgénérateur Monju (équivalent de superphénix), etc.
Ses actions ont été largement appuyées par des sociétés d’assurances, des industriels, collectivités et de nombreux aménageurs (mesures conservatoires ou compensatoires) et l’État (Ministère des transports en particulier).
En zone tropicale : Dès 1978, le Dr Miyawaki a aussi contribué à des inventaires de végétation en Thaïlande, en Indonésie, et en Malaisie.
La plupart des experts estiment que, sur un sol latérisé et désertifié à la suite de la destruction d’une forêt tropicale humide, la restauration rapide d’une forêt est impossible ou très difficile. A. Miyawaki a montré - réussites spectaculaires à l’appui - qu’en utilisant un choix judicieux d’essences pionnières et secondaires autochtones, mycorhizées, très densément plantées, la restauration rapide d’un couvert forestier protégeant et restaurant le sol était possible. À partir de l’étude de l’écologie végétale naturelle locale, il utilise les essences qui ont des rôles-clé et complémentaires dans la communauté végétale arborée normale. Ces essences sont accompagnées d’une grande diversité d’essences d’accompagnement (quarante à soixante types de plantes, voire plus en zone tropicale) pour les « soutenir ».
Depuis 1990, le Dr Miyawaki se consacre à la restauration des forêts tropicales humides très dégradées, notamment celle de Bintulu (Sarawak, Malaisie). Grâce à des sponsors (ex Mitsubishi), une banque de graines de 201 essences d’arbres (Dipterocarpaceae principalement) issus de la végétation naturelle primaire et potentielle a produit en pépinière six-cent-mille plants en godets, annuellement plantés sur site, dans diverses conditions. En 2005, les plants de 1991 ayant survécu (une importante sélection naturelle a lieu, et est souhaitée par la méthode) mesuraient plus de vingt mètres (croissance de plus de un mètre de hauteur par an) et un faciès de jeune forêt tropicale se reconstitue, protégeant le sol alors que la faune réapparaît peu à peu. Dans les années 2000, il a commencé à travailler aussi avec le Cambodge.

## Méthode et conditions de réussite
La méthode Miyawaki, de reconstitution « de forêts indigènes par des arbres indigènes » produit un faciès pionnier forestier riche, dense et efficacement protecteur en 20 à 30 ans, là où la succession naturelle aurait nécessité 200 ans au Japon tempéré et 300 à 500 ans en zone tropicale. Sa réussite nécessite le respect des phases suivantes :
- étude initiale rigoureuse du site et de la végétation naturelle potentielle lui correspondant ;
- repérage et collecte localement ou à proximité et dans un contexte géoclimatique comparable d’un grand nombre de graines d’essences natives diversifiées et adaptées au contexte édaphique (sol/climat) ;
- germination en pépinière (ce qui demande une technicité adaptée pour certaines essences, qui par exemple ne germent dans la nature qu’après être passées dans le tractus digestif d’un certain animal, ou qui ont besoin de tel ou tel champignon symbiote, ou d’une phase de dormance au froid, etc.) ;
- préparation du substrat s'il est très dégradé (apport de matière organique/paillage (avec par exemple 3 à 4 kg de paille de riz par mètre carré pour remplacer la protection offerte par l'humus superficiel et le tapis de feuilles mortes) et (dans les régions où il pleut beaucoup et fort) plantation sur des buttes pour les espèces à racines pivot qui nécessitent un sol de surface bien drainé, les flancs de la butte et les creux pouvant être plantés avec des espèces plus ubiquistes ou à racines superficielles (cèdre, cyprès japonais, pin..) ou appréciant les sols engorgés ;
- plantation respectant une biodiversité initiale inspirée de celle du modèle de la forêt naturelle. Miyawaki met en œuvre et recommande des plantations inhabituellement denses, de plants très jeunes mais dont le système racinaire est déjà à maturité (avec bactéries et champignons symbiotes présents) ; par exemple des chênes de 30 cm issus de glands, et ayant grandi en pépinière durant deux ans. La densité vise à favoriser la compétition entre espèces et l'établissement de relations phytosociologiques proches de ce qu'elles seraient dans la Nature (3 à 5 plants par mètre carré en zone tempérée, jusqu'à 5 voire 10 plantules par mètre carré à Bornéo) ;
- plantations réparties dans l’espace en cherchant à copier la manière dont les plants seraient répartis dans une clairière ou en lisière de forêt naturelle (surtout pas en alignements ni en quinconce). En cela et pour partie, il se rapproche des méthodes de type Prosilva en Europe.

Les résultats obtenus montrent que cette méthode, si elle est bien appliquée, produit rapidement une forêt multistrate et selon lui, un sol dont la composition microbienne et en acariens est rapidement proche de celle de la forêt primaire normale. Il a publié plusieurs dizaines de livres, traités, et articles sur ses thèmes de recherche et ses résultats.

## Résultats
Selon la théorie classique de la succession, initiée par Clements aux États-Unis, il faut 150 à 200 ans pour qu’une jeune forêt indigène avec une communauté multistrate se restaure d’elle-même sur un sol nu au Japon, et il faut de 300 à 500 ans voire plus en zone tropicale du Sud-Est asiatique. Miyawaki cherche à accélérer le processus de cicatrisation écologique en imitant le plus possible la composition normale de la forêt primaire dans chaque contexte. Il estime pouvoir obtenir en zone tempérée une forêt restaurée, dont le faciès et la structure (si ce n’est la diversité génétique, l’humus, ou la part du stade sénescent et de bois mort) ressemblent fortement à la forêt indigène, en 20 à 30 ans.
Cette méthode a été présentée comme exemplaire dans un rapport de 1992 préparant le Sommet de la Terre 1992, puis en 1994 dans le colloque « Biodiversité » de l’Unesco à Paris.
La méthode a été présentée en 1991 au Colloque de l'Université de Bonn, « restauration des écosystèmes forestiers tropicaux », puis aux congrès de l’International Association for Ecology, de l’International Society for Vegetation Science, et de l’International Botanical Congress, y compris sur de nouveaux aspects incluant les liens entre croissance, habitat naturel et fixation estimée du carbone.
Curieusement, malgré plus de 1000 expériences réussies et parfois spectaculaires[réf. nécessaire], le monde occidental de la sylviculture ou des paysagistes n’a que rarement tenté d’appliquer ou même tester la « méthode Miyawaki »[réf. nécessaire].
A. Miyawaki a largement testé sa méthode : 
- sites déforestés de zone tropicale sèche en Thaïlande,
- forêts tropicales alluviales d’Amazonie brésilienne,
- ancienne zone de forêt de Nothofagus à Concepción (Chili).

Dans tous les cas, il a réussi à rapidement restaurer un couvert végétal dense rappelant celui de la forêt indigène.
À partir de 1998, A. Miyawaki a piloté un projet de reconstitution de la chênaie dominée par le chêne de Mongolie (Quercus mongolica), le long de la grande muraille de Chine, visant à rassembler 4 000 personnes pour planter 400 000 arbres, avec le soutien de la fondation Aeon Environment  et de la ville de Pékin.
Les premiers arbres plantés par des groupes de Chinois et Japonais sur des zones d’où la forêt a depuis longtemps disparu dépassaient 3 m de hauteur en 2004 et - sauf pour une partie - ont continué à bien se développer jusqu'en 2007.
A. Miyawaki contribue aussi aux efforts du Gouvernement et de citoyens chinois de reboisements massifs en Chine, mais non plus en cherchant à planter des essences commerciales dans un but uniquement technique, lucratif ou de verdissement, mais pour reconstituer la végétation potentielle naturelle, notamment à Pudon (district littoral ouest dans la zone économique spéciale de Shanghai), ainsi qu’à Tsingtao (Qingdao), Ningbo, et Ma'anshan.
A. Miyawaki a été honoré d'une dizaine de prix, dont le prix 2006 « Blue Planet »  pour son implication en matière de protection de la nature.

## Critiques
Une des critiques portées à la méthode Miyawaki (par exemple lors du colloque de 1994 sur la Biodiversité à l’Unesco à Paris) est l’aspect visuel un peu monotone dû au caractère équienne (même classe d’âge) de sa première génération d’arbres. Cette critique est généralement émise au vu des photographies prises après dix ou vingt ans. Mais Miyawaki a été parmi les premiers à insister sur l’importance de ne pas planter les arbres en ligne ni à distances égales (Il fait souvent disposer les arbres à planter par le public ou par de jeunes enfants pour favoriser ce caractère aléatoire). Il veut au contraire imiter la complexité et le caractère semi-aléatoire de la communauté végétale de l'habitat indigène. Il veut qu'il y ait une forte concurrence entre les plants, une sélection naturelle et des associations végétales. Il estime que les arbres plus rapidement à maturité, ou des arbres cassés ou mangés par des herbivores produiront rapidement des plants et rejets entraînant une strate basse et intermédiaire.
Une autre critique est le coût élevé de la première phase (pépinière, préparation du sol, plantations très denses), mais les taux d'enforestation sont exceptionnellement bons[réf. nécessaire] là où les méthodes habituelles échouent[réf. nécessaire]. Et ses boisements semblent ensuite nécessiter beaucoup moins d'entretien et d'attention[réf. nécessaire]. Certains ont perdu la plupart de leurs feuilles au passage de cyclones, mais ils ont résisté et ont contribué à protéger les bâtiments devant lesquels ils avaient été plantés[réf. nécessaire].
À la suite de l'importation de la méthode Miyawaki dans les pays européens et notamment en France, une nouvelle critique émerge face à la popularité de cette méthode. De telles plantations ne seraient pas forcément adaptées aux espèces végétales locales des régions tempérées, moins à même de vivre durablement dans de fortes densités de boisement. De plus la mortalité peut être assez forte au départ (la méthode étant déjà onéreuse[réf. nécessaire]), avec les canicules de plus en plus fréquentes ou la présence de plantes indésirables. Un véritable retour d'expérience sur les expérimentations en France sera nécessaire dans les années à venir.
En France, depuis 2018, plusieurs entreprises et collectifs ont commencé à expérimenter la méthode dans des contextes variés, urbains ou non, de manière participative. Plus récemment, des entreprises vendent leurs prestations dans le cadre de RSE, et font financer par des levées de fonds ces plantations,  elles s'appuient sur la méthode Miyawaki, mettant en avant des chiffres issus d'un TED Talk de l'entrepreneur Shubendhu Sharma et dont le fondement scientifique est parfois questionné. Certaines voix, se sont également élevées contre l'usage jugé abusif du terme "forêt" parfois utilisé pour communiquer sur ces projets de plantation et véhiculé par les médias et campagnes marketing des entreprises.
Il n'y a pour l'heure aucune étude objective à propos des impacts sur la biodiversité et le bilan Carbone en Europe. Le puits de carbone supposé étant souvent le même pour une simple prairie[réf. nécessaire] sur laquelle la plupart de ces projets de plantation sont réalisés[réf. souhaitée], et la diversité biologique initiale étant souvent aussi remarquable que pour ces plantations jeunes.